# Monastyr Baczkowski
Monastyr Baczkowski – prawosławny stauropigialny męski klasztor w Baczkowie, w jurysdykcji Bułgarskiego Kościoła Prawosławnego. Założony w 1083.

## Historia
Monastyr został założony w 1083 przez Gruzina Grigola Bakuriani, jego pierwszymi mieszkańcami byli mnisi gruzińscy. W końcu jedenastego stulecia przy klasztorze powstała szkoła z biblioteką, w której zgromadzono bogaty zbiór ksiąg starogruzińskich, bizantyjskich oraz starobułgarskich.
W 1344 monastyr znalazł się w granicach Carstwa Bułgarskiego, gdy Bizancjum dobrowolnie przekazało Bułgarii Stanimachos. Car Iwan Aleksander był wielkim opiekunem klasztoru. Prawdopodobnie w tym okresie w kompleksie monastyrskim przebudowana została starsza, trzynastowieczna cerkiew Świętych Archaniołów. Monastyr pozostawał w granicach Bułgarii do 1364, gdy Turcy zajęli szereg twierdz w Rodopach, w tym Stanimachos i Płowdiw. W monastyrze zmarł na wygnaniu ostatni tyrnowski patriarcha Bułgarii Eutymiusz. Tutaj też kształcił się Konstantyn Kostenecki.
Mimo faktu, iż wspólnota znajdowała się odtąd przez kilka stuleci w kraju muzułmańskim, jej duchowe znaczenie i wpływ na miejscową społeczność prawosławną nie spadało. W końcu XVI w. monastyr został odremontowany; prace trwały do połowy XVII w. W tym okresie wzniesiono m.in. główną cerkiew klasztorną Zaśnięcia Matki Bożej, która została zlokalizowana na miejscu starszej świątyni zbudowanej przez założycieli monastyru. Wzorem dla budowli były funkcjonujące na Athosie cerkwie na planie trójkonchowymi. W 1643 w świątyni wykonano dekorację malarską. W tym samym okresie w monastyrze powstał nowy refektarz. Również w tej części klasztoru w 1643 wykonano freski.
W 1745 monastyr przeszedł w jurysdykcję Patriarchatu Konstantynopolitańskiego i był odtąd znaczącym ośrodkiem w grecko-bułgarskich relacjach kulturalnych. W latach 30. i 40. XIX w. z funduszy miejscowej ludności bułgarskiej oraz działaczy bułgarskiego ruchu narodowego, braci Stojana i Wyłko Czałykowów (ktitorów monastyru w latach 1780–1860) kompleks monastyrski został poważnie rozbudowany. Wzniesiono wówczas cerkiew św. Mikołaja oraz krużganek arkadowy prowadzący do starszej cerkwi Świętych Archaniołów. W 1894 patriarcha Konstantynopola zrzekł się zwierzchnictwa nad monastyrem, przekazując je Egzarchatowi Bułgarskiemu.